# Racek má zpoždění
Racek má zpoždění je československá černobílá filmová komedie z roku 1950 s výrobním (budovatelským) tématem, pojednávající o nutnosti uhelných brigád. Děj se odehrává v Kladně a Praze.

## Výroba
Racka, plod I. tvůrčího kolektivu Otakara Vávry, vyrobil československý státní film v hostivařských a barrandovských atelierech. Natáčení probíhalo v Kladně i Praze.

## Hrají
- Vladimír Řepa … Jan Racek
- Rudolf Deyl mladší … Kutílek
- Lída Vostrčilová … Růžena
- Antonín Šůra … Jirka
- Stanislava Seimlová … Věra
- Jaroslav Zrotal … Karásek
- Robert Vrchota … Holub
- Marie Nademlejnská … Rackova maminka
- Bohuš Hradil … předseda závodní rady
- Otto Čermák … Bárta
- Eman Fiala … listonoš
- Antonín Rýdl … role neurčena
- Věra Kalendová … role neurčena
- Otto Motyčka … návštěvník hospody
- Viktor Očásek … vrátný Brynda
- Helena Bártlová … manželka návštěvníka hospody
- Darja Hajská … žena s dětmi v hospodě
- Pavel Salaba … role neurčena
- E. Dlouhý … role neurčena
- Otakar Brousek starší … pekař Karel
- Hynek Němec … horník
- Vladimír Hlavatý … pekař Frantík
- František Holar … horník
- Jan W. Speerger … hráč karet
- Josef Hořánek … hráč karet
- Viktor Nejedlý … hráč karet
- František Komenda … role neurčena
- Lubomír Lipský … pekař z černé pekárny
- Karel Hovorka … pekař Tonda

## Kritika
Otakar Váňa, Film a doba, říjen 1955: Tvůrci se sice vyhnuli nebezpečnému úskalí výrobního tématu, kdy mezi stroji a přesným popisem pracovní činnosti zaniká to hlavní – člověk, ale zabředli do jiného soudobého nešvaru: do zlidšťování postav, vyjádřenému holubářskou vášní.